# Cinci (governador)
Cinci (en llatí Cincius) va ser un militar romà que va rebre el govern de la província de Síria l'any 63, durant l'expedició de Corbuló a la regió.